# 의안대군 사당
의안대군 사당은 대한민국 경기도 남양주시 평내동에 있는 사당이다. 1986년 4월 10일 남양주시의 향토유적 제4호로 지정되었다. 평내호평역 근처에 있다.

## 개요
조선 개국공신인 의안대군 이화(李和: ~1408)의 사당이다. 현재 이 사당(祠堂)에는 의안대군과 그의 아들 좌명1등공신 완천군(完川君), 손자 좌명2등공신 하령군(河寧君) 등 세 분의 위패를 함께 모셔 후손들이 제향하고 있다.  사당 입구에는 3문을 세웠으면 그 주변은 담장을 두르고 사당을 보호하게 했다. 3문은 맞배지붕 1간씩이고, 사당은 맞배지붕에 한식 골기와를 얹었다. 조선개국 1등 공신의 호를 받고 의안백에 초대되어 이후 태종의 특명으로 건립하였다.